# اسطفان شيحا
اسطفان شيحا، (بالانجليزية:Stephen Sheehi) يشغل منصب كرسي السلطان قابوس بن سعيد للدراسات الشرق أوسطية في كلية وليام وماري، ويعمل كمدير لبرنامج الدراسات الآسيوية والشرق أوسطية، ومدير برنامج إنهاء الاستعمار في الدراسات الإنسانيّة.

## سيرة ذاتية
اسطفان شيحا، باحث لبناني في ثقافة الشرق الأوسط وفنّه وتاريخه. وهو مؤلف للعديد من المقالات، وكتب خاصة، وفصول في كتب مشتركة ومقالات نقديّة تقييمة حول التصوير الفوتوغرافي والحداثة العربية، فهو يبحث في العلاقة بين التصوير الفوتوغرافي للسكان الأصليين والتحولات الاجتماعية وخلق المجتمع العربي الحديث في مصر ولبنان وسوريا وفلسطين قبل الحرب العالمية الأولى، كذلك يبحث ويفحص الباحث صعود المشاعر المعادية للمسلمين والعرب في الغرب بعد نهاية الحرب الباردة، وللباحث كتابات في فحص كيف صاغ مثقفو النهضة العربية أشكالًا جديدة للذاتية العربية في سياق التحولات المعرفية التي من شأنها أن تشكل الحداثة العربية. حاليا للباحث كتابات مع لارا شيحا في استكشاف تجربة الذات للفلسطينيين الذين يعيشون تحت الاحتلال الإسرائيلي العنيف والمنتهك وذلك اعتمادا على كتابات ونظريات في علم النفس التحليلي، وفي كتاب جديد مشترك مع سليم تماري وعصام نصار يبحث ويعيد النظر في العلاقة بين الهوية الفلسطينية والتاريخ والمجتمع بأرشيف الصور.

## كتب ومقالات
ألّف اسطفان شيحا عدّة كتب ومنها :
- «تاريخ اجتماعي للتصوير بين الشعوب الأصلية 1860-1910» (دار نشر جامعة برنستون، 2016).
- «كراهية الإسلام: الحملة الإديولوجية ضد المسلمين» (دار نشر كلاريتي في اتلانتا، 2011).
- «أُسس الهوية العربية الحديثة» (دار نشر فلوريدا الجامعي، 2004).
- ساهم أيضاً في تأليف كتاب مع لارا شيحا «التحليل النفسي تحت الاحتلال» (روتليدج)
- «كاميرا فلسطينية» (دار نشر جامعة كاليفورنيا) مع سليم تماري وعصام نصّار.

له عدّة مقالات باللّغة العربية:
- النهضة العربية... في البدء كانت الصورة[3]
- التقاء المصالح: الدفع الإسرائيلي باتجاه التطبيع.[4]

ومن مقالاته باللغة الإنجليزية:
- The Settlers' Town is a Strongly Built Town: Fanon in Palestine[5]
- .Arabic Literary-Scientific Journals. Precedence for Globalization and the Creation of Modernity[6]